# 耶律賢適
耶律賢適（やりつ けんてき、928年 - 980年）は、遼（契丹）の景宗の近臣。字は阿古真。

## 経歴
于越の耶律魯不古の子として生まれた。学問を好んで大志を抱いていたが、世間に知られることはなく、ただ耶律屋質のみがその器量を評価していた。
応暦17年（967年）正月、烏古部を討って帰還すると、右皮室詳穏に任じられた。穆宗が酒におぼれて政治を怠り、朝臣の多くが斥けられるようになると、賢適は隠棲して遊猟を楽しみ、親しい間柄でも時事を語ろうとしなかった。耶律明扆（後の景宗）が韓匡嗣らと時事を語り合っていたところ、賢適が諫めて止めさせたため、耶律明扆は穆宗に疑われずにすんだ。
景宗が即位すると、賢適は功績により検校太保の位を加えられ、まもなく寧江軍節度使に遙任され、推忠協力功臣の称号を賜った。さらに特進・同中書門下平章事となった。保寧2年（970年）秋、北院枢密使に任じられ、侍中を兼ね、保節功臣の称号を賜った。保寧3年（971年）7月、西北路招討使となった。賢適は休みの日にも政務を忘れずに働き、積年にわたって滞っていた事案の数々を決裁した。
大丞相の高勲や契丹行宮都部署の女里らが景宗の信任をいいことに権勢をほしいままにしていたため、賢適がこのことを心配して景宗を諫めた。しかし聞き入れられず、賢適は病を理由に解任された。乾亨2年（980年）、西平郡王に封じられ、まもなく死去した。享年は53。
子に耶律観音があり、大同軍節度使となった。

## 伝記資料
- 『遼史』巻79 列伝第9